# 霍尔托巴吉
霍尔托巴吉，是匈牙利豪伊杜-比豪尔州所辖的一个村。总面积284.58平方公里，总人口1522，人口密度5.3人/平方公里（2011年1月1日）。